# Бурчеи
Бурчеи (итал. Burcei) је насеље у Италији у округу Каљари, региону Сардинија.
Према процени из 2011. у насељу је живело 2882 становника. Насеље се налази на надморској висини од 647 м.

## Становништво
| 1936. | 1951. | 1961. | 1971. | 1981. | 1991. | 2001. | 2011. |
| ----- | ----- | ----- | ----- | ----- | ----- | ----- | ----- |
| 2.021 | 2.507 | 2.574 | 2.625 | 2.877 | 3.002 | 2.978 | 2.896 |